# دل (سروآباد)
دَل یکی از روستاهای بخش مرکزی شهرستان سروآباد در استان کردستان است.